# Thalassotrechus
Thalassotrechus is een geslacht van kevers uit de familie van de loopkevers (Carabidae). De wetenschappelijke naam van het geslacht is voor het eerst geldig gepubliceerd in 1918 door Van Dyke.

## Soorten
Het geslacht Thalassotrechus is monotypisch en omvat slechts de volgende soort:
- Thalassotrechus barbarae (G.Horn, 1892)